# Обод велосипедного колеса
Обод велосипедного колеса — наружная часть колеса в виде окружности, которая крепится к ступице колеса (втулке) на натянутых спицах. У трековых велосипедов встречаются дисковые колеса для уменьшения сопротивления воздуха, в таком случае обод опирается на диск. На обод монтируется велосипедная шина.

## Конструкция

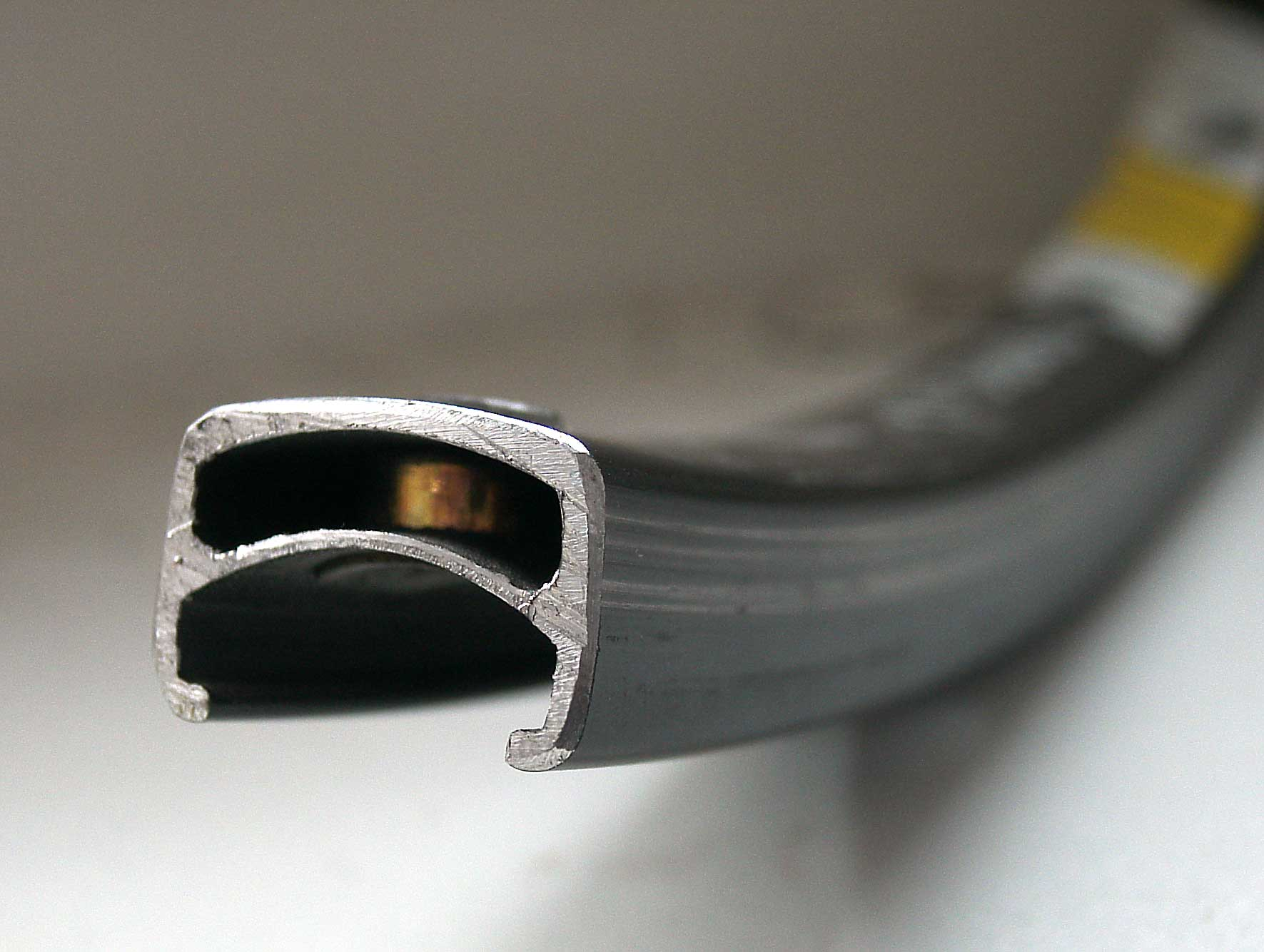
Двойной пистонированный обод

От конструкции обода зависит жёсткость колеса, лёгкость возникновения его деформаций и возможность применения ободных тормозов.
На большинстве велосипедов сейчас устанавливаются коробчатые ободья. На шоссейных велосипедах могут устанавливаться ободья с более низкими стенками, чем у дорожных велосипедов.
Во многих ободьях, предназначенных для езды по пересечённой местности, для придания колесу большей жёсткости внутри обода коробчатого сечения добавляется дополнительное ребро жесткости. Такие ободья называются двойными.

## Материал

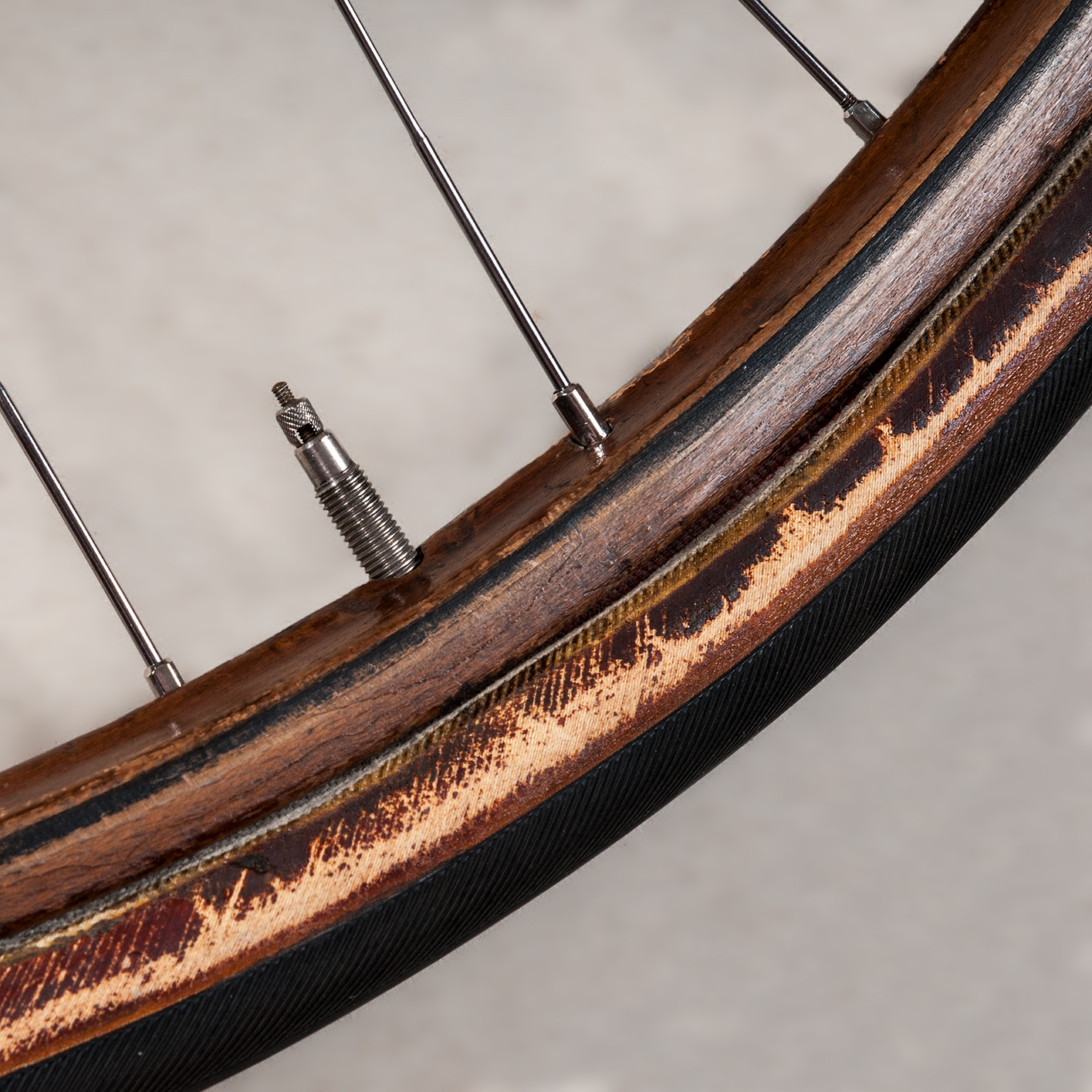
Велосипедное колесо с деревянным ободом

Для изготовления колёсных ободьев велосипеда используют алюминиевые сплавы, сталь, углепластик. Ободья из алюминиевого сплава, в сравнении с ободом из нелегированной незакалённой стали, имеют, как правило, большую удельную прочность (на единицу массы), менее подвержены коррозии и к тому же обеспечивают лучшее торможение в случае использования ободных тормозов.
Обод крепится к ступице колеса (втулке) на натянутых спицах, число которых может быть от 12 до 48 (для колёс диаметром 26" типично 36 или 32).

## Деформации
Трудно переоценить роль колес в велосипеде, ведь именно через них передаётся усилие качения и торможения, статические нагрузки, вызванные массой самого велосипеда и велосипедиста, а также динамические нагрузки от неровностей дороги, прыжков, преодоления препятствий и т. п. Однако вне зависимости от характера нагрузок, большая их часть, так или иначе, воспринимается спицами. В то же время при нагрузках натяжение некоторых спиц падает, что может вызвать их расстройку, а это в свою очередь вызовет деформации обода, которые со временем могут стать весьма заметными, а иногда и опасными, привести к повышенному износу узлов велосипеда и повысить опасность его использования.

### «Восьмёрка»
«Восьмёрка» — это искривление обода, при котором его часть, или части выходят из одной плоскости. Визуально проявляется в «вилянии» колеса при вращении. Может сопровождаться трением обода об тормозные колодки ободных тормозов, что вызывает повышенный износ тормозных колодок и несильное, но постоянное торможение при каждом соприкосновении колодки и обода.
Появление «восьмёрки» свидетельствует о снижении натяжения некоторых спиц. Восьмёрку желательно исправить как можно быстрее, иначе возможен её рост, что может привести к поломке спиц, обода, втулки (фланцев). Восьмёрка может приводить к повышенному износу тормозных колодок, и снижению безопасности использования велосипеда.

### «Яма»
Нагрузка на колесо принимается всеми спицами, несколько отстоящими от места приложения нагрузки. При сильных точечных нагрузках и ослабленных спицах (о чем может свидетельствовать «восьмерка») обод колеса может приобрести необратимые деформации — несколько прогнуться к центральной части.

### «Яйцо» (овал, эллипс)
Деформация, при которой колесо теряет круглую форму и становится овальным, или яйцеобразным, носит название «овал» или, в просторечии, «яйцо». является следствием неравномерности натяжения спиц (спицы с одной стороны колеса сильнее натянуты чем с другой).

### «Зонтик»
Нижесказанное относится только к колесам со спицами. Каждое колесо имеет два «зонтика» из спиц — с правой и с левой сторон. Каждый зонт показывает и позволяет регулировать смещение обода (без деформаций оного) вдоль оси колеса. Неправильное соотношение зонтов может привести к тому, что на высокой скорости и ровной дороге велосипед будет постепенно поворачивать в какую-то сторону. Слишком сильный зонт может привести даже к тому, что покрышка будет тереть раму, или вилку. На переднем колесе зонты справа и слева должны быть равными, а на заднем колесе зонт с левой стороны должен быть значительно больше.